# مارکوس شرر
مارکوس شرر (آلمانی: Markus Scherer؛ زادهٔ ۲۰ ژوئن ۱۹۶۲) کشتی‌گیر اهل آلمان است.